# Senecio oreophyton
El senecio de nombre común chachacoma blanco (Senecio oreophyton) es una especie de planta herbácea perenne o bienal. Es originaria del NOA de Argentina , del centro-norte de Chile y algunos sectores del Perú

## Descripción
Es una hierba de 20 cm, de hojas pequeñas; flor amarilla; crece entre los 3000 y 4000
 m s. n. m.

## Uso medicinal
Útil para asma, bronquitis, gripe, resfrío, mal de montaña. Se dice que también tiene efecto sedante. Se hierve 60 g en un litro de agua, más 160 g de miel, por diez minutos y se cuela. Se beben dos cucharadas cada dos horas. La tintura se prepara con  30 g en un decilitro de alcohol de 70°, y se bebe una cucharada diluida en té o en hidromiel.

## Taxonomía
Senecio oreophyton fue descrita por  Jules Ezechiel Rémy  y publicado en Flora Chilena 4(2): 158–159. 1849.
Etimología
Ver: Senecio
oreophyton: epíteto latino compuesto que significa "planta de las montañas"
Sinonimia
- Senecio medicinalis Phil.
- Senecio uspallatensis var. retroflexus Hook. & Arn.
- Senecio uspallatensis var. tenuior Hook. & Arn.[3]